# Praemallaspis
Praemallaspis is een kevergeslacht uit de familie van de boktorren (Cerambycidae). De wetenschappelijke naam van het geslacht werd voor het eerst geldig gepubliceerd in 1992 door Galileo & Martins.

## Soorten
Praemallaspis omvat de volgende soorten:
- Praemallaspis argodi (Lameere, 1909)
- Praemallaspis batesi (Lameere, 1909)
- Praemallaspis inca Galileo & Martins, 1992
- Praemallaspis leucaspis (Guérin-Méneville, 1844)
- Praemallaspis rhombodera (Bates, 1879)
- Praemallaspis xanthaspis (Guérin-Méneville, 1844)